# Plymouth Sapporo
Plymouth Sapporo – samochód sportowy klasy średniej produkowany pod amerykańską marką Plymouth w latach 1976 – 1980.

## Historia i opis modelu

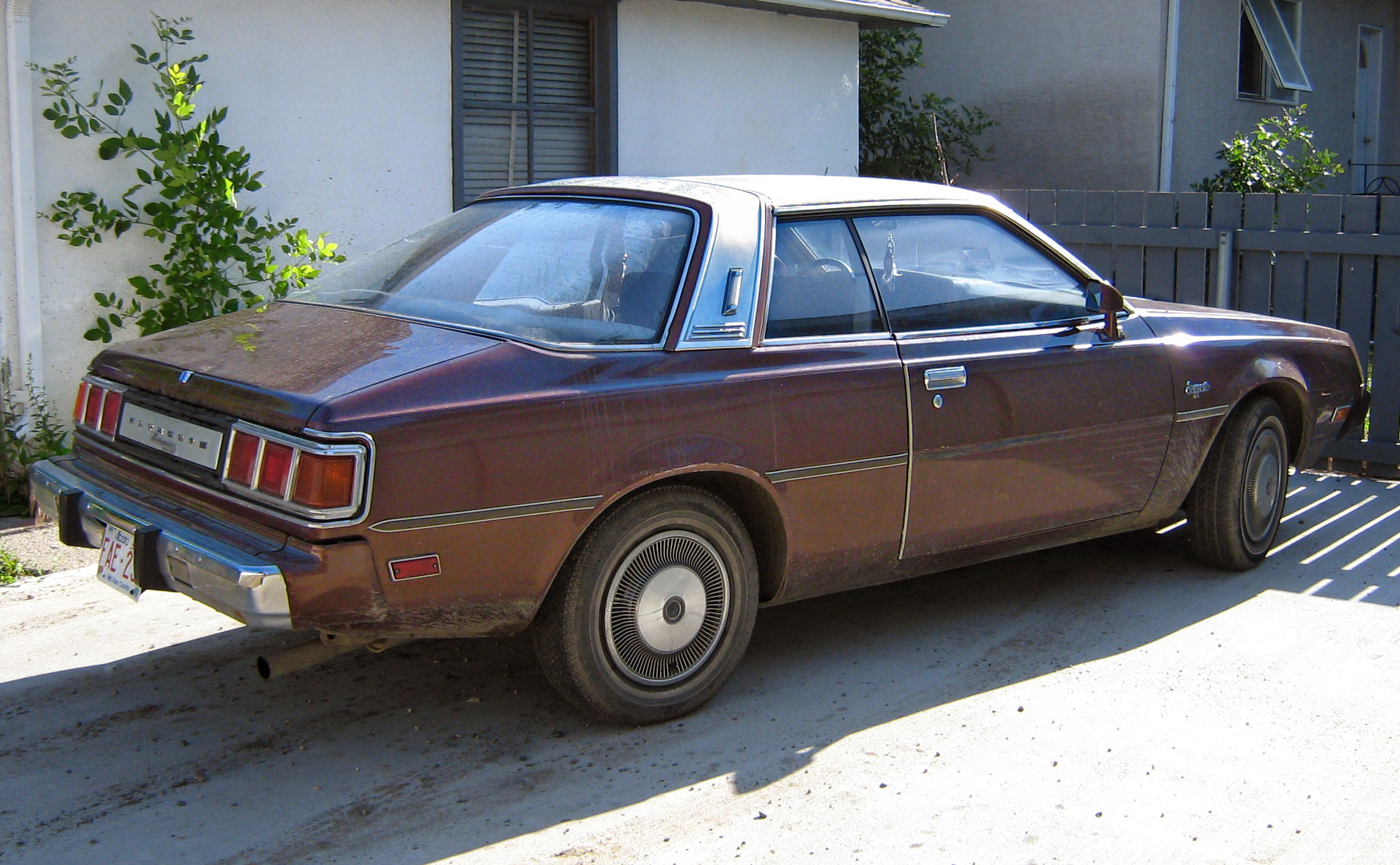
Plymouth Sapporo - tył

W 1977 roku koncern Chryslera zaprezentował kolejne modele będące wynikiem współpracy z japońską marką Mitsubishi. Przeznaczonymi do sprzedaży na rynku Ameryki Północnej modelami był bliźniaczy względem modelu Galant Lambda Plymouth Sapporo.
Wariant Plymoutha, w porównaniu do japońskiego odpowiednika, miał bardziej luksusowy charakter. W tym celu przeszedł zmiany w wyglądzie zarówno przedniego, jak i tylnego pasa, gdzie pojawiły się chromowane ozdobniki zarówno w atrapie chłodnicy, jak i zderzakach i innych elementach karoserii.

### Wersje wyposażeniowe
- Base
- Custom

### Silniki
- L4 1.6l
- L4 2.0l
- L4 2.6l